# Thomas Fritzsch
Thomas Fritzsch (* 1961 in Zwickau) ist ein deutscher Gambist.

## Leben
Thomas Fritzsch wuchs in Zwickau auf und erhielt seinen ersten Cello-Unterricht am Robert-Schumann-Konservatorium Zwickau und studierte anschließend an der Musikhochschule Leipzig in den Klassen Gambe und Violoncello. Nach mehreren Posten als Cellist in verschiedenen Orchestern entschied er sich für eine freiberufliche Karriere, um als Spezialist für die Musik des 17. und 18. Jahrhunderts, seiner heutigen Haupttätigkeit, der Forschungen rund um das historische Violoncello, nachzugehen. Heute zählen neben dem modernen Cello das Violoncello piccolo und das Basse de Violon ebenso zu seinem Instrumentarium wie das Barockcello. Gleichzeitig forscht Thomas Fritzsch an der Wiederentdeckung verschollener Werke und ist auf zahlreichen Ersteinspielungen frühromantischer Kammermusik mit originalem Instrumentarium zu hören. Er wird als einer der weltweit führenden Musiker auf diesem Instrument angesehen.
Als gefragter Solist arbeitete er unter anderem mit dem Dirigenten Riccardo Chailly, dem Gewandhausorchester und dem renommierten Thomanerchor Leipzig zusammen, geht an verschiedenen Hochschulen im In- und Ausland unterschiedlichen Lehrtätigkeiten nach und ist als Publizist und Herausgeber musikwissenschaftlicher Werke aktiv. Konzertreisen führten ihn neben Städten Europas nach New York, Boston, Tokio, Seoul, Abu Dhabi, Dubai, Havanna, Hongkong, Shanghai und Jerusalem.
Am 7. Mai 2011 eröffnet er mit einem Konzert das Telemann-Museum in Hamburg. Für seinen internationalen Einsatz für die Musik von Bach und Carl Friedrich Abel wurde Thomas Fritzsch 2014 zum Kulturbotschafter der Stadt Köthen ernannt.
Thomas Fritzsch entdeckte diverse verschollene und vergessene Werke der Gambenliteratur, die er stets erstaufführt, ediert und in Weltersteinspielungen vorlegt. Zu seinen spektakulärsten Funden zählen Abels 2nd Pembroke Collection und sein Gambenkonzert in A-Dur, Abels Ledenburg-Sonaten und Sonaten Johann Christian Bachs. Thomas Fritzsch wurde weltweit bekannt durch seine Beteiligung an der Wiederentdeckung der verschollen geglaubten Zwölf Fantasien für Viola da Gamba solo von Georg Philipp Telemann. Für ihre Ersteinspielung erhielt Fritzsch 2017 den Echo Klassik Preis. Im Jahre 2019 entdeckte Frizsch die verschollenen Sechs Trios Opus 3 für zwei Violinen, Cembalo und Violoncello von Abel in Köthen wieder.
Über die Edition Güntersberg aus Heidelberg veröffentlicht Fritzsch größtenteils seine editierten Noten.
Thomas Fritzsch lebt mit seiner Familie in Freyburg an der Unstrut.

## Diskografie (Auswahl)
- Johann Christian Bach (1735–1782): Sonaten für Viola da gamba, Coviello, DDD, 2011.
- Georg Philipp Telemann (1681–1767): Telemannisches Gesangbuch (mit Klaus Mertens), Carus, DDD, 2012.
- Carl Friedrich Abel (1723–1787): Sonaten für Viola da gamba (aus der Pembroke-Sammlung 2), Coviello, DDD, 2014.
- Carl Friedrich Abel (1723–1787): Sonaten & Trios für Viola da gamba (aus der Ledenburg-Sammlung), Coviello, DDD, 2015.
- Georg Philipp Telemann (1681–1767): 12 Fantaisies pour la Basse de Violle (Hamburg 1735), Coviello, DDD, 2015.
- Georg Philipp Telemann (1681–1767): Telemannische Hauspostille (mit Klaus Mertens), Rondeau, DDD, 2016.
- Johann Christian Bach (1735–1782): Quartette op.8 Nr. 1–6 für Oboe, Violine, Viola da gamba, Cello (für Carl Friedrich Abel), Coviello, DDD, 2016.
- Best of Klassik 2017 – Die Echo Klassik Preisträger (Mitwirkung), Warner, DDD, 2017.
- The 19th Century Viol[5]

## Publikationen (Auswahl)
- Conrad Höffler – Cammer-Musicus und Violdigambist am Hofe von Herzog Johann Adolph I. von Sachsen-Weißenfels. In: viola da gamba, 83, Dezember 2011, S. 8–13.[6]